# Balustradensprint
Der Balustradensprint ist eine Showdisziplin bei Sechstagerennen.
Der Balustradensprint wird über 15 Runden ausgetragen; alle am Sechstagerennen teilnehmenden Radsportler fahren bei schmissiger Musik in einer langen Reihe hintereinander wellenförmig bis hinauf zur Balustrade der Radrennbahn. Dabei machen sie Mätzchen auf der Bahn und animieren die Zuschauer zur La Ola. Wenige Runden vor dem Ziel löst sich die Reihe auf, und die Fahrer sprinten ins Ziel. Auch für diese Disziplin werden trotz des Spaßcharakters Punkte im Rahmen der Wertung des Sechstagerennens vergeben.